# Frederick William Franz
Frederick William Franz (12 de setembro de 1893 — 22 de dezembro de 1992) foi o quarto presidente da Sociedade Torre de Vigia de Bíblias e Tratados a mais antiga das sociedades jurídicas usada pelas Testemunhas de Jeová. Serviu nesse cargo entre 22 de junho de 1977 e 22 de dezembro de 1992. Foi precedido por Nathan Homer Knorr e sucedido na presidência por Milton George Henschel.

## Dados biográficos
Frederick William Franz nasceu em Covington, Kentucky, nos Estados Unidos. Era filho de Edward Frederick Franz e de Ida Louise Krueger Franz, tendo dois irmãos mais velhos, Albert Edward e Herman Frederick. O pai nasceu na Alemanha e professava pertencer à Igreja Luterana.
Em 1899, a família mudou-se para Cincinnati, Ohio. Frequentou a Escola Secundária Woodward, e decidiu estudar latim, o que prosseguiu durante os sete anos seguintes. Após a formatura, em 1911, matriculou-se com 18 anos na Universidade de Cincinnati, no curso de humanidades. Na ocasião, havia decidido tornar-se um pregador presbiteriano, de modo que se aplicou ao estudo do grego bíblico. Ao estudo do grego, incluindo o grego clássico, acrescentou então o estudo do latim e, posteriormente, do espanhol. Deixou a Universidade de Cincinnati apenas poucas semanas antes do fim do terceiro ano como aluno.

## Associação com os Estudantes da Bíblia
Em 1913, o seu irmão Albert enviou-lhe um folheto intitulado Onde Estão os Mortos?, escrito por um médico escocês, John Edgar, membro da Congregação Glasgow dos Estudantes Internacionais da Bíblia, como eram então conhecidas as Testemunhas de Jeová. Frederick ficou convencido que aquilo que aprendeu era a verdade bíblica e decidiu desligar-se da Igreja Presbiteriana, passando a associar-se activamente com a Congregação de Cincinnati. Foi batizado em 30 de novembro de 1913, em Chicago, Illinois, e em maio do ano seguinte deixou a Universidade. Contactou a Sociedade Torre de Vigia de Bíblias e Tratados oferecendo-se para se tornar colportor, ou pioneiro, conforme a designação actual dos ministros de tempo integral das Testemunhas. Mais tarde, tornou-se ancião da Congregação Cincinnati. Assim, quando os Estados Unidos ficaram envolvidos na Primeira Guerra Mundial, Frederick foi eximido do serviço militar por ser ministro religioso.
Conheceu pessoalmente pela primeira vez a Charles Taze Russell, primeiro presidente da Sociedade Torre de Vigia, no dia anterior à primeira apresentação do Fotodrama da Criação no Music Hall, em Cincinnati, em 4 de janeiro de 1914. Depois da morte de Russell, participou na divulgação do livro O Mistério Consumado, o sétimo e último volume da série Estudos das Escrituras, livro que atraiu a oposição de líderes religiosos e políticos. Durante este período, oito membros da directoria da Sociedade Torre de Vigia, incluindo o seu segundo presidente, Joseph Franklin Rutherford foram presos. Após terem sido libertos, foi realizado um congresso dos Estudantes da Bíblia em Cedar Point, perto de Sandusky, Ohio, entre os dias 1 e 8 de setembro de 1919, ao qual Frederick Franz assistiu.

## Ao serviço da Sociedade Torre de Vigia
No ano seguinte, em 1920, Rutherford aceitou um convite para falar em público em Cincinnati. Na época, Franz fazia o serviço de colportor e foi convidado a candidatar-se ao serviço na sede no Betel, em Brooklyn, Nova Iorque. Após receber resposta favorável, mudou-se para a cidade de Nova Iorque onde chegou em 1 de junho de 1920, tornando-se o centésimo segundo membro da família de Betel em Brooklyn. Passou a reunir-se com a Congregação Nova Iorque, sendo designado para dirigir regularmente uma reunião numa casa particular na região de Ridgewood, em Brooklyn.
Os seus primeiros serviços na sede da Sociedade envolviam a impressão e preparação para expedição da revista A Idade de Ouro, mais tarde chamada Consolação e agora Despertai!. Alguns meses mais tarde foi transferido para o escritório da Sociedade na Rua Columbia Heights, 124, para servir no Departamento dos Colportores, onde permaneceu até 1926. Em 1924, a Sociedade Torre de Vigia de Bíblias e Tratados havia estabelecido em Staten Island a sua primeira emissora de rádio, designada por WBBR. Franz participou nos programas da Sociedade, não só proferindo discursos, mas também cantando solos de tenor, e até mesmo tocando o bandolim ao acompanhamento de piano. Além disso, cantava como segundo tenor no quarteto masculino da WBBR. Participou junto com Rutherford no congresso internacional em Londres, Inglaterra, em 1926. Rutherford proferiu ali um discurso público, no Royal Albert Hall, perante uma grande assistência, tendo Franz cantado um solo de tenor, ao acompanhamento do órgão do auditório. No dia seguinte, cantou um solo do Messias de Händel, intitulado "Consola-te, Meu Povo".
Em 1931, assistiu ao congresso de Columbus, Ohio, quando se adoptou o nome Testemunhas de Jeová. Na sexta-feira, 31 de Maio de 1935, era o maestro no fosso da orquestra, logo abaixo da tribuna da qual Rutherford proferiu um discurso histórico para as Testemunhas, introduzindo o ensino de uma "grande multidão" de pessoas que iriam viver eternamente na Terra. No dia seguinte, sábado, 1 de Junho, 840 congressistas foram imersos em água para simbolizar sua dedicação a Deus, por meio de Cristo, manifestando esperança de viver eternamente num paraíso terrestre.
A Sociedade introduziu em 1934 o fonógrafo portátil, e as gravações dos discursos de Rutherford eram usadas para apresentar a literatura bíblica. Quando saíram os discos traduzidos para o espanhol, Franz fez esforço para usá-los ao contactar pessoas de língua espanhola na vizinhança de gráfica. Com o tempo, organizou a primeira congregação de língua espanhola em Brooklyn, passando a pertencer à Congregação Espanhola de Brooklyn, desde que foi formada.
Quando Rutherford faleceu em 8 de janeiro de 1942, foi sucedido por Nathan Homer Knorr na presidência da Sociedade. Curiosamente, Knorr foi batizado após o discurso de batismo proferido por Franz em 4 de julho de 1923, à beira do rio Little Lehigh, perto da sua cidade natal de Allentown, Pensilvânia. Pouco depois de assumir a presidência da Sociedade, Knorr inaugurou a Escola Bíblica de Gileade em 1 de fevereiro de 1943, com cem alunos constituindo a primeira classe. Franz participou no programa da inauguração.
A 5 de outubro de 1945, torna-se Vice-presidente da Sociedade Torre de Vigia de Bíblias e Tratados. Sob a presidência de Knorr, Frederick Franz viajou extensamente, falando a grandes assistências de Testemunhas em todo o mundo, inclusive na América Latina e na Austrália. Foi instrutor na Escola Bíblica de Gileade, e por diversas vezes, serviu como Superintendente Zonal Discursou em diversos congressos internacionais. Numa dessas ocasiões, em 1955, quando a obra das Testemunhas de Jeová estava proscrita na Espanha, participou numa assembleia secreta numa floresta fora de Barcelona. A assistência reunida foi cercada pela polícia secreta, armada, e os homens foram levados em caminhões para a esquadra ou delegacia da polícia, onde ficaram detidos para interrogatório. Querendo evitar um incidente internacional e publicidade adversa, os estrangeiros foram libertos, e, mais tarde, também os restantes cidadãos espanhóis.
Em 8 de junho de 1977 faleceu Nathan H. Knorr, e Franz foi escolhido para o suceder no cargo de presidente da Sociedade. Também, como membro do Corpo Governante das Testemunhas de Jeová, recebeu a designação de servir na Comissão Editora e na Comissão de Redação.
Frederick William Franz faleceu em 22 de dezembro de 1992, aos 99 anos. Na noite de 28 de dezembro de 1992, realizou-se no Salão do Reino do Betel de Brooklyn, Nova Iorque, uma reunião em sua memória. Albert D. Schroeder, membro do Corpo Governante, proferiu o discurso fúnebre estando interligadas por telefone as famílias de Betel das Fazendas da Torre de Vigia e das instalações então em construção em Patterson, bem como a família de Betel da Sociedade no Canadá.
Segundo os que trabalhavam intimamente com ele, Franz era compreensivo, animador e paciente com os com quem servia e viajava. Sendo um leitor zeloso da Bíblia, ele é lembrado pela sua capacidade de citar de cor capítulos inteiros das Escrituras. Em 30 de dezembro de 1992, Milton George Henschel foi escolhido como quinto presidente da Sociedade, sucedendo a Frederick Franz.

## Opiniões externas às Testemunhas
Segundo alguns críticos, Frederick Franz foi o principal tradutor da Comissão de Tradução do Novo Mundo das Escrituras Sagradas, sendo que alguns questionam as suas qualificações académicas como tradutor bíblico, em particular de grego. Alguns entre as Testemunhas recordam que Frederick Franz estudou grego bíblico com o Professor Arthur Kinsella na Universidade de Cincinnati, pelo menos durante algum tempo. No entanto, a sua alegada participação na Comissão de Tradução é meramente especulativa visto que, por orientações expressas da Comissão, os nomes dos seus membros sempre permaneceram anónimos.
Alguns também o consideram o principal responsável pelas expectativas criadas sobre o ano de 1975 e da "geração de 1914", bem como pela criação das Comissões Judicativas congregacionais e pelos procedimentos de desassociação. As Testemunhas referem que as expectativas sobre a vinda do fim sempre foi uma característica que as distingue de outras denominações religiosas. Quanto aos procedimentos relacionados com a desassociação, afirmam que estes possuem base bíblica.

## Viagens ao serviço da Sociedade Torre de Vigia
Várias publicações da Sociedade Torre de Vigia incluem referências a viagens efectuadas por Franz, tais como:
| - Austrália: yb84 109-10 - Bélgica: yb85 128 - Birmânia (actual Mianmar): yb80 56-7, 63-4, 72 - Bolívia: yb86 102-3 - Brasil: w87 1/4 26 - Chile: yb83 52 - Colômbia: yb90 80 - Coreia do Sul: yb88 178-9, 187, 195; w08 15/12 24-25 - Costa Rica: yb88 221 - Costa do Marfim: yb82 184, 188 - Dinamarca - w03 1/11 23 - El Salvador: yb82 65, 105-6 - Espanha: w87 1/5 29-30; w81 1/7 11; yb79 161-3, 170, 178-9, 182, 255 - Fiji: yb85 196 - Filipinas: yb79 125-6 - França: yb81 117; w79 15/6 11 - Honduras Britânicas (Belize): w90 15/4 23; yb10 213 - Índia: yb78 104-5, 135 - Irlanda: yb88 103, 112 - Israel: yb81 245 | - Jamaica: g85 8/3 21 - Japão: w83 1/5 18-19 - Líbano: yb81 198 - Nicarágua: yb03 74, 80 - Nigéria: yb86 246 - Noruega: yb78 235 - Nova Zelândia: yb82 248-50 - Panamá: yb78 246 - Papua-Nova Guiné: yb79 73 - Peru: yb80 199, 201, 221 - Portugal: yb84 148-9, 161-2, 168, 234 - República Dominicana: w81 1/3 8 - Suécia: yb91 176 - Suriname: yb90 200-1 - Taiti: yb85 243-5; yb05 106 - Trinidad e Tobago: yb87 231; w84 1/1 26 - Uruguai: w86 15/2 28 |

A lista apresentada usa a abreviatura da publicação respectiva, seguida da data e ano da publicação (se necessário) e da página onde se encontra a informação. As abreviaturas usadas correspondem às seguintes publicações da Sociedade Torre de Vigia:
- jv - Testemunhas de Jeová - Proclamadores do Reino de Deus, 1993
- yb - Anuário das Testemunhas de Jeová
- w - A Sentinela
- g - Despertai!

### Sites oficiais das Testemunhas de Jeová
- (em português) - Site oficial das Testemunhas de Jeová
- (em português) - Tradução do Novo Mundo das Escrituras Sagradas Bíblia on-line

### Outras ligações de interesse
- (em português) - Triângulos Roxos - As vítimas esquecidas do Nazismo
- (em inglês) - Museu do Holocausto em Washington - Seção reservada às Testemunhas de Jeová